# August Philip af Slesvig-Holsten-Sønderborg-Beck
August Philip, Hertug af Slesvig-Holsten-Sønderborg-Beck (11. november 1612 – 6. maj 1675) var den første titulære hertug af Slesvig-Holsten-Sønderborg-Beck fra 1646 til 1675.
Han var en yngre søn af hertug Alexander af Sønderborg, og dermed oldebarn af kong Christian 3. af Danmark. Efter arveforliget efter faderens død afbrød August Philip forbindelsen til Danmark og rejste i 1633 til Tyskland. I 1646 købte han riddergodset Haus Beck i Westfalen af sin søster Sophie Katharina. Haus Beck var August Philips barndomshjem, og her levede han også i de sidste 29 år af sit liv.
Haus Beck lagde navn til den fyrstelinje han grundlagde, Slesvig-Holsten-Sønderborg-Beck, som skiftede navn til Slesvig-Holsten-Sønderborg-Glücksborg i 1825. August Philip er derved stamfader til de danske, græske og norske kongehuse.

## Biografi
August Philip blev født den 11. november 1612 i Sønderborg på Als som den femte søn af hertug Alexander af Slesvig-Holsten-Sønderborg i dennes ægteskab med Dorothea af Schwarzburg-Sondershausen.
Hertug Alexander døde i 1627 i Sønderborg og efterlod sig et stærkt forgældet hertugdømme. I sit testamente havde han fastsat, at hans hustru skulle sidde i uskiftet bo for at få gælden betalt, og at den ældste søn, Hans Christian, arve hele lenet men indtil videre forblive ugift. Enkehertuginde Dorothea forestod da også hertugdømmet i de følgende trange krigsår, men var ikke i stand til at afbetale gælden, som tværtimod stadig voksede. Hun gik derfor ind på, at brødrene 17. december 1633 sluttede en arveoverenskomst, efter hvilken Hans Christian tiltrådte hertugdømmet mod at betale et betydeligt årligt beløb til sin moder og søskende.
Efter arveforliget i 1633 afbrød August Philip forbindelsen til Danmark og rejste 21 år gammel til Tyskland, hvor han gjorde karriere som officer. I 1646 købte han riddergodset Haus Beck ved Minden i Westfalen af sin søster Sophie Katharina, som hun havde fået i medgift af sin broder Hans Christian, da hun blev gift med grev Anton Günther af Oldenborg. Haus Beck var August Philips barndomshjem, og her levede han også i de sidste 29 år af sit liv, hvor han kaldte sig hertug af Slesvig-Holsten-Sønderborg-Beck. Han døde den 6. maj 1675 på Haus Beck.

## Efterslægt
August Philip grundlagde hertuglinjen Slesvig-Holsten-Sønderborg-Beck. Hans sønner og deres slægt gik i preussisk, polsk og russisk tjeneste, indtil hans sønnesøns sønnesøns søn, den eneste efterlevende mand af slægten beck overtog Glücksborg Slot og linjen skiftede navn til Slesvig-Holsten-Sønderborg-Glücksborg i 1825. August Philip er således stamfader i mandslinje til de danske, græske og norske kongehuse.

## Ægteskaber
August Philip var gift tre gange:
- 1645 (i Delmenhorst) – 1647: Clara, datter af grev Anton 2. af Delmenhorst.
- 1649 (i Beck) – 1650: Sidonie, søster til Clara.
- 1651 (i Beck) – 1675: Marie Sybille (død 1699), datter af grev Vilhelm Ludvig af Nassau-Saarbrücken.

August Philip og Marie Sybille blev forældre til elleve børn. To af sønnerne, August og Frederik Ludvig blev titulære hertuger af Slesvig-Holsten-Sønderborg-Beck.
| Navn                                    | Født                     | Død                      | Bemærkninger |
| Med Sidonie af Oldenburg                | Med Sidonie af Oldenburg | Med Sidonie af Oldenburg | Med Sidonie af Oldenburg |
| --------------------------------------- | ------------------------ | ------------------------ | --- |
| Sophie Louise                           | 15. april 1650           | 6. december 1714         | Gift 6. april 1674 med Grev Frederik til Lippe-Brake                                                                                    |
| Med Marie Sibylla af Nassau-Saarbrücken |                          |                          | |
| August                                  | 13. februar 1652         | 26. september 1689       | Hertug af Slesvig-Holsten-Sønderborg-Beck 1675–1689 Gift i august 1676 med Grevinde Hedvig Louise til Lippe-Alverdissen                 |
| Frederik Ludvig                         | 6. april 1653            | 7. marts 1728            | Hertug af Slesvig-Holsten-Sønderborg-Beck 1719-1728 Gift 1. januar 1685 med Louise Charlotte af Slesvig-Holsten-Sønderborg-Augustenborg |
| Dorothea Amalia                         | 1656                     | november 1739            | Gift 31. juli 1686 med Grev Philip Ernst til Lippe-Alverdissen                                                                          |
| Sophie Elisabeth                        | 1658                     | 1724                     | |
| Sophie Eleonore                         | 22. juli 1658            | 3. maj 1744              | |
| Vilhelmine Augusta                      | 11. april 1659           | ukendt                   | |
| Louise Clara                            | 1662                     | 30. september 1729       | |
| Maximilian Vilhelm                      | 6. maj 1664              | februar 1692             | |
| Anton Günther                           | 10. maj 1666             | 1. september 1744        | |
| Ernst Kasimir                           | 10. januar 1668          | 5. marts 1695            | Gift i 1693 med Marie Christine von Prosing                                                                                             |
| Karl Gustav                             | 16. februar 1672         | 16. februar 1672         | |

## Eksterne links
- Hans den Yngres efterkommere